# IC 4811
IC 4811 је спирална галаксија у сазвјежђу Паун која се налази на листи објеката дубоког неба у Индекс каталогу.
Деклинација објекта је - 67° 8' 3" а ректасцензија 19h 5m 44,5s. Привидна величина (магнитуда) објекта IC 4811 износи 15,0 а фотографска магнитуда 15,8. IC 4811 је још познат и под ознакама ESO 104-34, IRAS 19006-6712, PGC 62760.